# Cseh férfi jégkorong-válogatott
A cseh férfi jégkorong-válogatott Csehország nemzeti csapata, amelyet a Cseh Jégkorongszövetség (csehül: Český svaz ledního hokeje) irányít. Egyike a legsikeresebb jégkorong-válogatottaknak, és tagja a hat legerősebb válogatott nagy hatosnak nevezett nem hivatalos csoportjának az Egyesült Államok,  Finnország, Kanada, Oroszország és Svédország mellett. Hétszeres világbajnok és 1998-ban olimpiai aranyérmesek.

## Története
Először 1993-ban, Csehszlovákia szétválását követően jelent meg a nemzetközi jégkorong porondon, mint a csehszlovák válogatott jogutóda, azóta folyamatosan a főcsoport tagjai. Első világbajnoki aranyérmét 1996-ban szerezte, majd 1999 és 2001 között sorozatban háromszor lett világbajnok. A következő három évben egy érmet sem szereztek, még a hazai 2004-es jégkorong-világbajnokságon sem. A 2005-ös világbajnokságon újra aranyérmes lett, ez volt az egyetlen világbajnokság, amelyen a 2004–2005-ös NHL-lockout miatt minden NHL-játékos részt vett. Világbajnoki döntőben egyedül 2006-ban kapott ki, ekkor az orosz válogatott ellen maradt alul. Eddigi utolsó világbajnoki címét 2010-ben szerezte. 2012 óta nem nyert világbajnoki érmet, ez a leghosszabb ideig tartó sorozata érem nélkül.
A cseh válogatott 1994 óta minden olimpián szerepelt, legnagyobb sikerüket, az olimpiai bajnoki címet, 1998-ban érte el, emellett 2006-ban szerzett bronzérmet.
Eddigi mindhárom jégkorong-világkupán részt vett, erről a tornáról a 2004-ben szerzett bronz az egyetlen érme. Az Euro Hockey Tour állandó résztvevője, az 1997–1998-as és 2011–2012-es szezonokban lett aranyérmes.
A cseh jégkorong-szövetség négy mezszámot vonultatott vissza a válogatottban; Ivan Hlinka sikeres támadó és későbbi edző 21-es mezszámát, valamint a 2011-es jaroszlavli légi katasztrófa három cseh áldozatának számát: Karel Rachůnek (4), Jan Marek (15), Josef Vašíček (63).

## Eredmények

### Világbajnokság
- 1993 –  Bronzérem
- 1994 – 7. hely
- 1995 – 4. hely
- 1996 –  Aranyérem
- 1997 –  Bronzérem
- 1998 –  Bronzérem
- 1999 –  Aranyérem
- 2000 –  Aranyérem
- 2001 –  Aranyérem
- 2002 – 5. hely
- 2003 – 4. hely
- 2004 – 5. hely
- 2005 –  Aranyérem
- 2006 –  Ezüstérem
- 2007 – 7. hely
- 2008 – 5. hely
- 2009 – 6. hely
- 2010 –  Aranyérem
- 2011 –  Bronzérem
- 2012 –  Bronzérem
- 2013 – 7. hely
- 2014 – 4. hely
- 2015 – 4. hely
- 2016 – 5. hely
- 2017 – 7. hely
- 2018 – 7. hely
- 2019 – 4. hely
- 2019 – 4. hely
- 2020 – törölve
- 2021 – 7. hely
- 2022 –  Bronzérem
- 2023 – 8. hely
- 2024 –  Aranyérem

### Olimpiai játékok
- 1994 – 5. hely
- 1998 –  Arany
- 2002 – 7. hely
- 2006 –  Bronz
- 2010 – 7. hely
- 2014 – 6. hely
- 2018 – 4. hely
- 2022 – 9. hely

### Jégkorong-világkupa
- 1996 – 8. hely
- 2004 –  Bronz
- 2016 – 6. hely

### Euro Hockey Tour
- 1996–97 – 4. hely
- 1997–98 –  Arany
- 1998–99 –  Bronz
- 1999–00 –  Ezüst
- 2000–01 – 4. hely
- 2001–02 – 4. hely
- 2002–03 –  Bronz
- 2003–04 – 4. hely
- 2004–05 – 4. hely
- 2005–06 – 4. hely
- 2006–07 –  Bronz
- 2007–08 –  Bronz
- 2008–09 – 4. hely
- 2009–10 –  Bronz
- 2010–11 – 4. hely
- 2011–12 –  Arany
- 2012–13 –  Ezüst
- 2013–14 –  Bronz
- 2014–15 –  Bronz
- 2015–16 –  Bronz
- 2016–17 –  Ezüst
- 2017–18 –  Ezüst
- 2018–19 – 4. hely

## Szövetségi kapitányok
- Ivan Hlinka (1993–1994)
- Luděk Bukač (1995–1996)
- Ivan Hlinka és Slavomir Lener (1997–1998)
- Ivan Hlinka (1999)
- Josef Augusta (2000–2002)
- Slavomír Lener (2003–2004)
- Ivan Hlinka (2004)
- Vladimír Růžička (2005)
- Alois Hadamczik (2006–2008)
- Vladimír Růžička (2009–2010)
- Alois Hadamczik (2011–2014)
- Vladimír Růžička (2014–2015)[3]
- Vladimír Vůjtek (2015–2016)[4]
- Josef Jandač (2017–2018)
- Miloš Říha (2019–2020)[5]
- Filip Pešán (2021–2022)